# Vic-le-Fesq
Vic-le-Fesq est une commune française située dans le centre du département du Gard, en région Occitanie.
Exposée à un climat méditerranéen, elle est drainée par le Vidourle, la Courme, le Doulibre et par deux autres cours d'eau. La commune possède un patrimoine naturel remarquable composé de trois zones naturelles d'intérêt écologique, faunistique et floristique.
Vic-le-Fesq est une commune rurale qui compte 582 habitants en 2022, après avoir connu une forte hausse de la population depuis 1968. Elle fait partie de l'aire d'attraction de Nîmes. Ses habitants sont appelés les Vicois et Vicoises.
Le patrimoine architectural de la commune comprend un immeuble protégé au titre des monuments historiques : le château de Fesq, inscrit en 1964.

## Géographie

### Localisation
Vic-le-Fesq est un village qui se situe en bordure du Vidourle.

### Communes limitrophes
Les communes limitrophes sont  Cannes-et-Clairan, Combas, Crespian, Fontanès, Lecques et Orthoux-Sérignac-Quilhan.
| Orthoux-Sérignac-Quilhan | Cannes-et-Clairan | Crespian |
| Sardan                   | Vic-le-Fesq       | Combas   |
| Lecques                  | Fontanès          |          |

### Climat
Pour des articles plus généraux, voir Climat de l'Occitanie et Climat du Gard.
En 2010, le climat de la commune est de type climat méditerranéen franc, selon une étude s'appuyant sur une série de données couvrant la période 1971-2000. En 2020, Météo-France publie une typologie des climats de la France métropolitaine dans laquelle la commune est exposée à un climat méditerranéen et est dans la région climatique Provence, Languedoc-Roussillon, caractérisée par une pluviométrie faible en été, un très bon ensoleillement (2 600 h/an), un été chaud (21,5 °C), un air très sec en été, sec en toutes saisons, des vents forts (fréquence de 40 à 50 % de vents > 5 m/s) et peu de brouillards.
Pour la période 1971-2000, la température annuelle moyenne est de 14,2 °C, avec une amplitude thermique annuelle de 17,3 °C. Le cumul annuel moyen de précipitations est de 867 mm, avec 6,6 jours de précipitations en janvier et 3,1 jours en juillet. Pour la période 1991-2020, la température moyenne annuelle observée sur la station météorologique installée sur la commune est de 14,2 °C et le cumul annuel moyen de précipitations est de 844,7 mm,. Pour l'avenir, les paramètres climatiques de la commune estimés pour 2050 selon différents scénarios d'émission de gaz à effet de serre sont consultables sur un site dédié publié par Météo-France en novembre 2022.
| Mois                                  | jan.           | fév.           | mars            | avril         | mai           | juin           | jui.          | août           | sep.          | oct.            | nov.            | déc.           | année     |
| ------------------------------------- | -------------- | -------------- | --------------- | ------------- | ------------- | -------------- | ------------- | -------------- | ------------- | --------------- | --------------- | -------------- | --------- |
| Température minimale moyenne (°C)     | 0,5            | 0,3            | 3               | 5,9           | 9,6           | 13,1           | 15,3          | 15,2           | 11,6          | 9,2             | 4,6             | 1,3            | 7,5       |
| Température moyenne (°C)              | 6,2            | 6,8            | 10              | 12,8          | 16,7          | 20,8           | 23,4          | 23,2           | 18,9          | 15              | 10,1            | 6,8            | 14,2      |
| Température maximale moyenne (°C)     | 11,8           | 13,3           | 17              | 19,6          | 23,8          | 28,5           | 31,5          | 31,1           | 26,2          | 20,9            | 15,5            | 12,2           | 20,9      |
| Record de froid (°C) date du record   | −16 15.01.1985 | −12,1 05.02.12 | −12,1 02.03.05  | −4,9 08.04.21 | −2 04.05.1967 | 2,5 06.06.1989 | 5,5 17.07.00  | 4,4 30.08.1986 | 0 21.09.1977  | −4,2 23.10.1974 | −9,3 24.11.1998 | −10,4 20.12.09 | −16 1985  |
| Record de chaleur (°C) date du record | 22,2 10.01.15  | 24,4 24.02.20  | 28,5 18.03.1997 | 31,7 08.04.11 | 34,3 24.05.11 | 43,3 28.06.19  | 39,9 15.07.22 | 42,3 23.08.23  | 36,1 05.09.16 | 33 08.10.23     | 26,4 02.11.1970 | 21,8 23.12.22  | 43,3 2019 |
| Précipitations (mm)                   | 67,5           | 47,1           | 52,7            | 71,5          | 61,7          | 48,3           | 27,1          | 46,6           | 126,6         | 116,5           | 108,9           | 70,2           | 844,7     |

### Milieux naturels et biodiversité
L’inventaire des zones naturelles d'intérêt écologique, faunistique et floristique (ZNIEFF) a pour objectif de réaliser une couverture des zones les plus intéressantes sur le plan écologique, essentiellement dans la perspective d’améliorer la connaissance du patrimoine naturel national et de fournir aux différents décideurs un outil d’aide à la prise en compte de l’environnement dans l’aménagement du territoire.
Une ZNIEFF de type 1 est recensée sur la commune :
la « rivière du Vidourle entre Sardan et Lecques » (193 ha), couvrant 6 communes du département et deux ZNIEFF de type 2, : 
- le « bois de Lens » (8 318 ha), couvrant 19 communes du département[8] ;
- la « vallée du Vidourle de Sauve aux étangs » (691 ha), couvrant 21 communes dont 16 dans le Gard et 5 dans l'Hérault[9].

Carte des ZNIEFF de type 1 et 2 à Vic-le-Fesq.
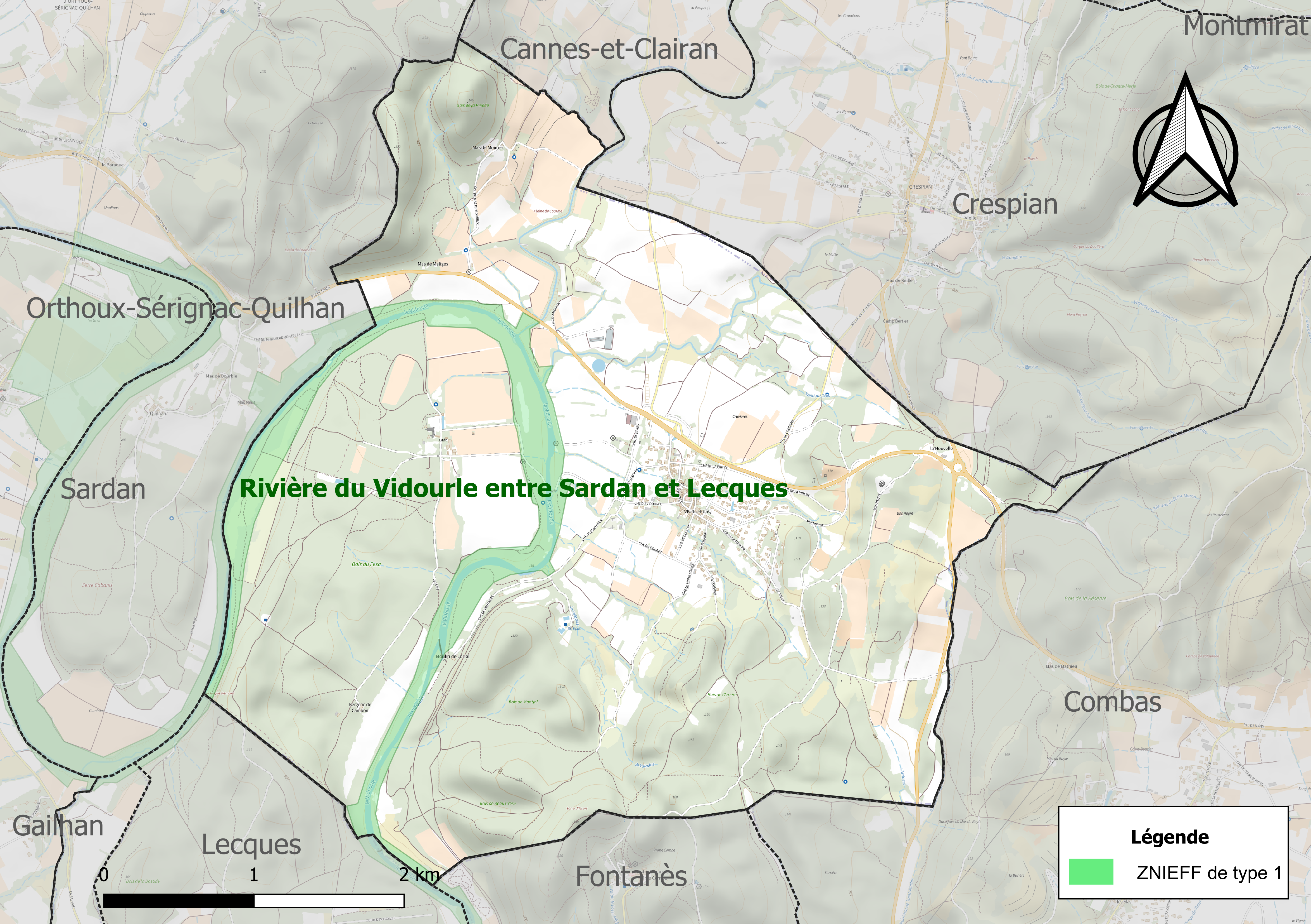
Carte de la ZNIEFF de type 1 sur la commune.
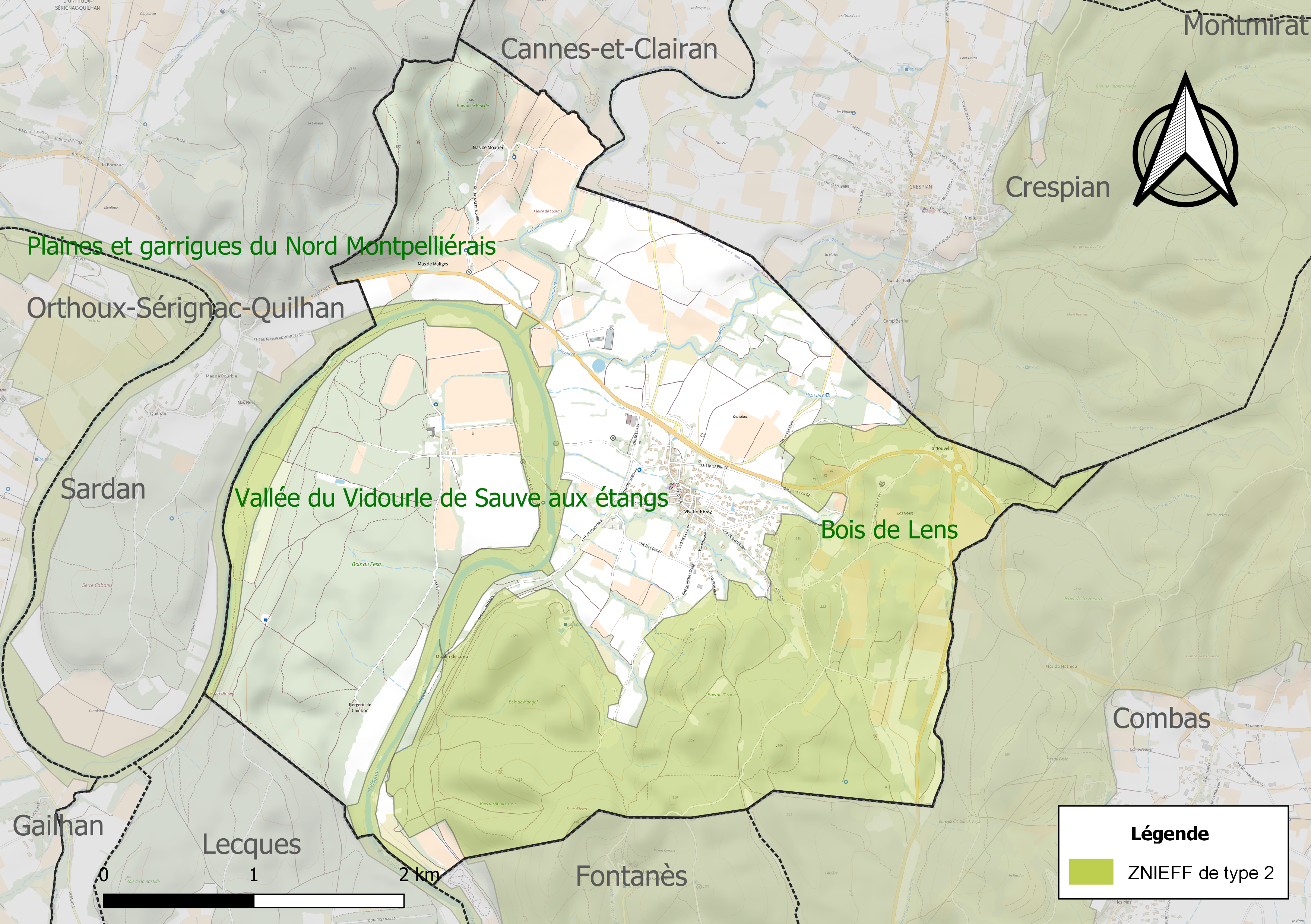
Carte des ZNIEFF de type 2 sur la commune.

## Urbanisme

### Typologie
Au 1er janvier 2024, Vic-le-Fesq est catégorisée commune rurale à habitat dispersé, selon la nouvelle grille communale de densité à sept niveaux définie par l'Insee en 2022.
Elle est située hors unité urbaine. Par ailleurs la commune fait partie de l'aire d'attraction de Nîmes, dont elle est une commune de la couronne,. Cette aire, qui regroupe 92 communes, est catégorisée dans les aires de 200 000 à moins de 700 000 habitants,.

### Occupation des sols

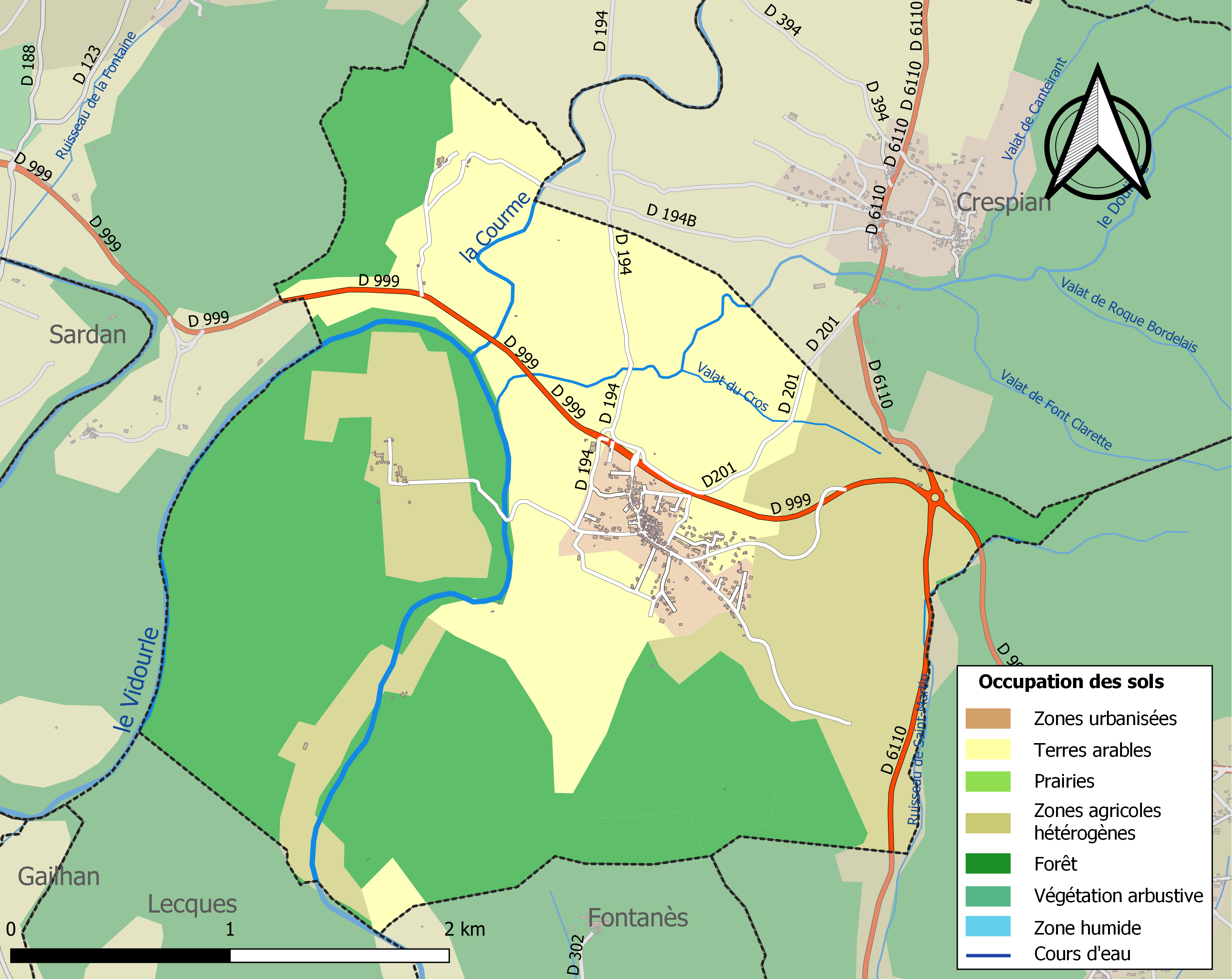
Carte des infrastructures et de l'occupation des sols de la commune en 2018 (CLC).

L'occupation des sols de la commune, telle qu'elle ressort de la base de données européenne d’occupation biophysique des sols Corine Land Cover (CLC), est marquée par l'importance des territoires agricoles (52,4 % en 2018), en diminution par rapport à 1990 (54,7 %). La répartition détaillée en 2018 est la suivante : 
forêts (44,2 %), cultures permanentes (29,3 %), zones agricoles hétérogènes (23,1 %), zones urbanisées (3,4 %). L'évolution de l’occupation des sols de la commune et de ses infrastructures peut être observée sur les différentes représentations cartographiques du territoire : la carte de Cassini (XVIIIe siècle), la carte d'état-major (1820-1866) et les cartes ou photos aériennes de l'IGN pour la période actuelle (1950 à aujourd'hui).

### Risques majeurs
Le territoire de la commune de Vic-le-Fesq est vulnérable à différents aléas naturels : météorologiques (tempête, orage, neige, grand froid, canicule ou sécheresse), inondations, feux de forêts, mouvements de terrains et séisme (sismicité faible). Il est également exposé à un risque technologique,  le transport de matières dangereuses. Un site publié par le BRGM permet d'évaluer simplement et rapidement les risques d'un bien localisé soit par son adresse soit par le numéro de sa parcelle.

#### Risques naturels
Certaines parties du territoire communal sont susceptibles d’être affectées par le risque d’inondation par débordement de cours d'eau et par une crue torrentielle ou à montée rapide de cours d'eau, notamment le Vidourle et la Courme. La commune a été reconnue en état de catastrophe naturelle au titre des dommages causés par les inondations et coulées de boue survenues en 1982, 1992, 1993, 1994, 2001, 2002, 2014 et 2021,.

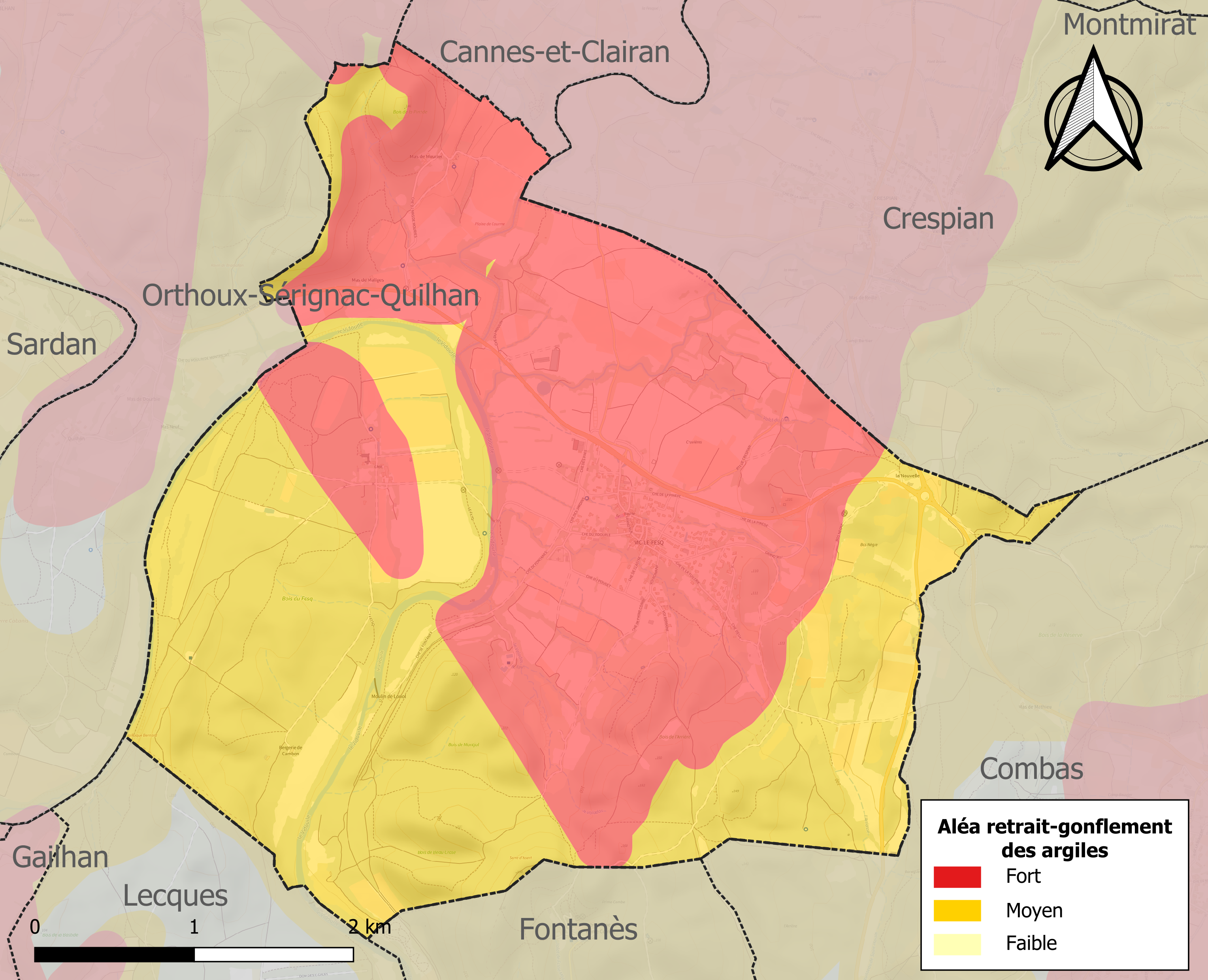
Carte des zones d'aléa retrait-gonflement des sols argileux de Vic-le-Fesq.

La commune est vulnérable au risque de mouvements de terrains constitué principalement du retrait-gonflement des sols argileux. Cet aléa est susceptible d'engendrer des dommages importants aux bâtiments en cas d’alternance de périodes de sécheresse et de pluie. La totalité de la commune est en aléa moyen ou fort (67,5 % au niveau départemental et 48,5 % au niveau national). Sur les 252 bâtiments dénombrés sur la commune en 2019, 252 sont en aléa moyen ou fort, soit 100 %, à comparer aux 90 % au niveau départemental et 54 % au niveau national. Une cartographie de l'exposition du territoire national au retrait gonflement des sols argileux est disponible sur le site du BRGM,.
Par ailleurs, afin de mieux appréhender le risque d’affaissement de terrain, l'inventaire national des cavités souterraines permet de localiser celles situées sur la commune.

#### Risques technologiques
Le risque de transport de matières dangereuses sur la commune est lié à sa traversée par des infrastructures routières ou ferroviaires importantes ou la présence d'une canalisation de transport d'hydrocarbures. Un accident se produisant sur de telles infrastructures est en effet susceptible d’avoir des effets graves au bâti ou aux personnes jusqu’à 350 m, selon la nature du matériau transporté. Des dispositions d’urbanisme peuvent être préconisées en conséquence.

## Toponymie
Le nom du village est l'accolement des deux toponymes  Vic (du latin viscus village) et Fesq (terre réservée au seigneur).

## Histoire
La plus ancienne industrie humaine trouvée sur Vic se situe dans le bois de Montjol et remonte vers 4000 ans av. J.-C., c'est-à-dire au Chasséen. La civilisation chasséenne s'éteint vers 3200 av. J.-C. et le site de Montjol est occupé par le groupe de Ferrière vers 3000 ans av. J.-C..
Vers l'an 2700 av. J.-C. les métallurgistes fontbuxiens (passage de l'industrie lithique à la métallurgie du cuivre ou chalcolithique) envahissent le site de Montjol et y implantent un village. Durant les périodes plus calmes qui suivent, ils descendent s’installer dans la plaine et construisent des cabanes à Bosc Nègre Drossin et aux Cadénèdes.
La commune de Vic-le-Fesq résulte de la fusion, au XVIe siècle, des paroisses de Vic et du Fesq, Vic étant le village le plus important, et le Fesq un hameau autour du château du Fesq.
Si le territoire montre des traces d’occupation à partir du VIIe siècle av. J.-C., la première mention écrite remonte à 1106, où est évoquée l’église « San Johannis de Vico ».
Durant la guerre des camisards, les Vicquois sont favorables aux camisards. Les troupes royales, formées de trois compagnies de Laonnais (100 militaires) occupent le quartier de l'ancien château de Vic et les bâtiments autour de l’église. En 1703 sur les 410 Vicquois, 380 sont protestants.
Le 19 juin 1703, Claude Barin, vicaire de Vic, ne peut résister d'aller chasser les lapereaux dans le bois de l'Arrière. Il est surpris par une troupe de camisards qui le massacrent. Jean Issanchon de la Rouquette remplace Claude Barin.
Le 27 juillet, Jean Cavalier attaque la garnison vicquoise. Il lance alors un défi au capitaine du poste vicquois en disant : « Si tu as envie de te battre, sors de ta caserne avec 30 hommes, et tu trouveras alors 30 camisards des plus solides. On verra qui saura le mieux se défendre ».

## Héraldique
| Blason de Vic-le-Fesq | Blason  | De vair à la fasce losangée d'argent et d'azur.  |
| Blason de Vic-le-Fesq | Détails | Le statut officiel du blason reste à déterminer. |

## Politique et administration
| Période                                  | Période    | Identité           | Étiquette | Qualité       |
| ---------------------------------------- | ---------- | ------------------ | --------- | ------------- |
| octobre 1995                             | Début 2001 | Mario Brunel       |           |               |
| mars 2001                                | 2008       | Christine Barandon |           |               |
| mars 2008                                | 2014       | Paul Beaud         |           |               |
| mars 2014                                | En cours   | José Monel         | SE        | Fonctionnaire |
| Les données manquantes sont à compléter. |            |                    |           |               |

### Canton
La commune fait partie du canton de Quissac. Le canton dépend de l'arrondissement d'Alès et de la cinquième circonscription du Gard dont le député est William Dumas (PS).

## Démographie
L'évolution du nombre d'habitants est connue à travers les recensements de la population effectués dans la commune depuis 1793. Pour les communes de moins de 10 000 habitants, une enquête de recensement portant sur toute la population est réalisée tous les cinq ans, les populations de référence des années intermédiaires étant quant à elles estimées par interpolation ou extrapolation. Pour la commune, le premier recensement exhaustif entrant dans le cadre du nouveau dispositif a été réalisé en 2004.

En 2022, la commune comptait 582 habitants, en évolution de +14,12 % par rapport à 2016 (Gard : +2,97 %, France hors Mayotte : +2,11 %).
| 1793 | 1800 | 1806 | 1821 | 1831 | 1836 | 1841 | 1846 | 1851 |
| ---- | ---- | ---- | ---- | ---- | ---- | ---- | ---- | ---- |
| 241  | 240  | 241  | 309  | 294  | 273  | 284  | 284  | 293  |

| 1856 | 1861 | 1866 | 1872 | 1876 | 1881 | 1886 | 1891 | 1896 |
| ---- | ---- | ---- | ---- | ---- | ---- | ---- | ---- | ---- |
| 276  | 277  | 303  | 340  | 340  | 285  | 280  | 286  | 267  |

| 1901 | 1906 | 1911 | 1921 | 1926 | 1931 | 1936 | 1946 | 1954 |
| ---- | ---- | ---- | ---- | ---- | ---- | ---- | ---- | ---- |
| 322  | 289  | 269  | 247  | 268  | 282  | 273  | 235  | 238  |

| 1962 | 1968 | 1975 | 1982 | 1990 | 1999 | 2004 | 2006 | 2009 |
| ---- | ---- | ---- | ---- | ---- | ---- | ---- | ---- | ---- |
| 220  | 199  | 231  | 209  | 250  | 295  | 319  | 331  | 392  |

| 2014 | 2019 | 2022 | - | - | - | - | - | - |
| ---- | ---- | ---- | - | - | - | - | - | - |
| 471  | 546  | 582  | - | - | - | - | - | - |

## Économie

### Revenus
En 2018  (données Insee publiées en septembre 2021), la commune compte 217 ménages fiscaux, regroupant 534 personnes. La médiane du revenu disponible par unité de consommation est de 20 430 € (20 020 € dans le département).

### Emploi
|                | 2008   | 2013  | 2018 |
| -------------- | ------ | ----- | ---- |
| Commune        | 9,7 %  | 8,8 % | 13 % |
| Département    | 10,6 % | 12 %  | 12 % |
| France entière | 8,3 %  | 10 %  | 10 % |

En 2018, la population âgée de 15 à 64 ans s'élève à 347 personnes, parmi lesquelles on compte 82,8 % d'actifs (69,8 % ayant un emploi et 13 % de chômeurs) et 17,2 % d'inactifs,. En  2018, le taux de chômage communal (au sens du recensement) des 15-64 ans est supérieur à celui de la France et du département, alors qu'il était inférieur à celui du département en 2008.
La commune fait partie de la couronne de l'aire d'attraction de Nîmes, du fait qu'au moins 15 % des actifs travaillent dans le pôle,. Elle compte 75 emplois en 2018, contre 61 en 2013 et 50 en 2008. Le nombre d'actifs ayant un emploi résidant dans la commune est de 248, soit un indicateur de concentration d'emploi de 30,4 % et un taux d'activité parmi les 15 ans ou plus de 68,8 %.
Sur ces 248 actifs de 15 ans ou plus ayant un emploi, 37 travaillent dans la commune, soit 15 % des habitants. Pour se rendre au travail, 89,7 % des habitants utilisent un véhicule personnel ou de fonction à quatre roues, 2,4 % les transports en commun, 1,6 % s'y rendent en deux-roues, à vélo ou à pied et 6,3 % n'ont pas besoin de transport (travail au domicile).

### Activités hors agriculture

#### Secteurs d'activités
53 établissements sont implantés  à Vic-le-Fesq au 31 décembre 2019. Le tableau ci-dessous en détaille le nombre par secteur d'activité et compare les ratios avec ceux du département,.
| Secteur d'activité                                                                                        | Commune | Commune | Département |
| Secteur d'activité                                                                                        | Nombre  | %       | %           |
| --- | ------- | ------- | ----------- |
| Ensemble                                                                                                  | 53      |         |             |
| Industrie manufacturière, industries extractives et autres                                                | 4       | 7,5 %   | (7,9 %)     |
| Construction                                                                                              | 15      | 28,3 %  | (15,5 %)    |
| Commerce de gros et de détail, transports, hébergement et restauration                                    | 12      | 22,6 %  | (30 %)      |
| Information et communication                                                                              | 1       | 1,9 %   | (2,2 %)     |
| Activités immobilières                                                                                    | 6       | 11,3 %  | (4,1 %)     |
| Activités spécialisées, scientifiques et techniques et activités de services administratifs et de soutien | 3       | 5,7 %   | (14,9 %)    |
| Administration publique, enseignement, santé humaine et action sociale                                    | 7       | 13,2 %  | (13,5 %)    |
| Autres activités de services                                                                              | 5       | 9,4 %   | (8,8 %)     |

Le secteur de la construction est prépondérant sur la commune puisqu'il représente 28,3 % du nombre total d'établissements de la commune (15 sur les 53 entreprises implantées  à Vic-le-Fesq), contre 15,5 % au niveau départemental.

#### Entreprises et commerces
Les deux entreprises ayant leur siège social sur le territoire communal qui génèrent le plus de chiffre d'affaires en 2020 sont : 
- Societe Transvins, commerce de gros (commerce interentreprises) de boissons (12 327 k€) ;
- L'epicerie De Vic, commerce d'alimentation générale (28 k€).

### Agriculture
|               | 1988 | 2000 | 2010 | 2020 |
| ------------- | ---- | ---- | ---- | ---- |
| Exploitations | 30   | 20   | 15   | 5    |
| SAU (ha)      | 280  | 293  | 201  | 175  |

La commune est dans les Garrigues, une petite région agricole occupant le centre du département du Gard. En 2020, l'orientation technico-économique de l'agriculture  sur la commune est la viticulture. Cinq exploitations agricoles ayant leur siège dans la commune sont dénombrées lors du recensement agricole de 2020 (30 en 1988). La superficie agricole utilisée est de 175 ha,,.

## Culture locale et patrimoine

### Lieux et monuments
- L'église Saint-Jean de Vic-le-Fesq : d'origine médiévale, l’église a connu des restaurations entre 1853, 1889 (perron, reconstruction de la toiture en tuiles canal) et 1930. À proximité de l’église s’élevait initialement le château médiéval, ruiné au cours du XVIe siècle.
- Le temple de l'église protestante unie de France de Vic-le-Fesq.

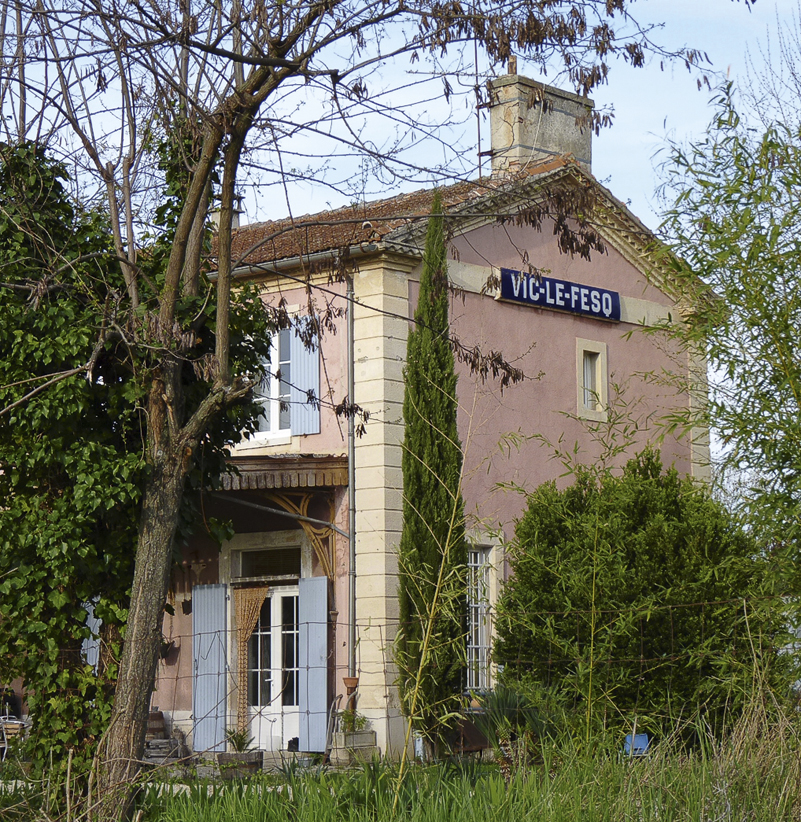
Ancienne gare de train.

- La mairie (1841).
- Plusieurs capitelles (privées).

### Personnalités liées à la commune
- Le chef camisard Jean Cavalier comptait dans sa troupe deux officiers de Vic : Paul et Jean Trentinian.
- Fils de Paul, Jacques (1702-1782) fut l'un des consuls de Montpellier de 1744 à 1754. C'était aussi le père de Jean-Jacques de Trentinian, qui participa à la guerre d'indépendance des États-Unis de 1778 à 1783. Fait chevalier de Saint-Louis en 1783, ce dernier termina sa carrière comme colonel dans l’armée du Rhin. Lui-même était l'arrière-grand-père du général de Trentinian (1851-1942), dont il existe notamment deux statues : avenue Foch à Paris et sur l’acropole de Koulouba à Bamako (Mali).
- Monique Olivier, qui était garde-malade à Vic-le-Fesq lorsqu’elle correspondait avec Fourniret, détenu de la prison de Fleury-Merogis.
- Barbara Robinson, artiste peintre connue pour ses aquarelles[29], réside à Vic-le-Fesq.

## Sources
- Jean-Claude Gilly. Une seigneurie en Bas Languedoc, Le Fesq du XIIIe siècle à la révolution, Commune de Vic le Fesq en Salaves. Ed. Lacour/colporteur
- Jean-Claude Gilly. Les découvertes monétaires de Vic-Le-Fesq. Cahiers Numismatiques.
- Jean-Claude Gilly. Histoire de Vic-Le-Fesq et des villages circonvoisins